# Гриоли, Джузеппе
Джузе́ппе Грио́ли (10 апреля 1912 — 4 марта 2015) — выдающийся итальянский математик и механик.

## Биография
Джузеппе Гриоли — один из наиболее выдающихся представителей итальянской школы математической физики родился в Мессине.
Он получил дипломы с отличием сначала по физике, а потом — и по математике в университете Мессины. По рекомендации своего научного руководителя, Ренато Эйнауди (итал. Renato Einaudi) он отправился в Рим, где познакомился с Антонио Синьорини, который вскоре распознал в нём выдающиеся исследовательские способности. Эйнауди и Синьорини представили молодого Гриоли профессору Мауро Пиконе, создателю и директору Национального института приложений анализа (Istituto Nazionale per le Applicazioni del Calcolo, INAC) Национального исследовательского совета (CNR) в Риме. В 1938 году Гриоли прошёл собеседование у Пиконе, после чего был взят на место, освободившееся после Вольфганга Грёбнера.
В Риме Гриоли получил возможность общаться со многими математиками, среди которых были Амальди, Сегре, Севери, Фантаппие, Бомпиани, Конфорто и другими. Он также работал вместе с Толотти, Гизетти и в особенности с Фикера, с которым стал добрым другом.
В 1949 году Дж. Гриоли получил приглашение стать полным профессором кафедры рациональной механики в Университете Кальяри. Но в то же самое время он получил кафедру в Университете Падуи, где и проработал всю оставшуюся жизнь. С 1968 года в течение семи лет, в трудное время студенческих протестов, проф. Гриоли работал деканом факультета наук. В Падуе им была основана известная научная школа в области механики. После выхода на пенсию проф. Гриоли стал почётным профессором университета Падуи.
В 1969 году проф. Гриоли был избран членом-корреспондентом Национальной академии деи Линчеи. За свою исследовательскую деятельность в 1973 году он был удостоен премии Линчеи в области математики, механики и приложений. В 1979 году он был поставлен деканом секции механики и прикладной математики.
Проф. Гриоли был также членом Венецианского института науки, литературы и искусств, Падуанской академии наук, литературы и искусств, Национальной академии наук, Accademia peloritana dei Pericolanti, Туринской академии наук и Академии Палермо.

## Публикации
- Mathematical theory of elastic equilibrium: recent results (1962).
- Stereodynamics (1974).
- Lezioni di meccanica razionale (1994).